# HMS Mistletoe
El HMS Mistletoe (Mistletoe significa muérdago, planta que simboliza buen augurio entre los ingleses) era un buque de guerra construido en madera de cedro en las Bermudas en 1808.

## Historial de Servicio
Fue designado como su comandante el teniente Roberto Ramsay (su primer mando) y asignado a la estación naval de Río de Janeiro, donde arribó en junio de ese año.

### Estación Naval del Río de la Plata

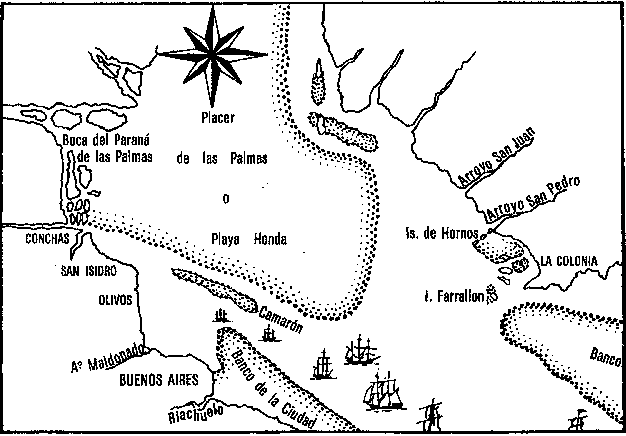
Mapa del Río de la Plata de la época.

En mayo de 1809 temiendo que una flota francesa se dirigiera al Río de la Plata, gobernado por Santiago de Liniers (cuya lealtad era puesta en duda por su origen francés), la Mistletoe fue destinada con otros cinco buques a una escuadrilla de vigilancia que operaría en el área. La encabezaba el buque de guerra HMS Agamemnon, de 52 cañones, buque favorito de Nelson. El 16 de junio al arribar a la bahía de Maldonado y procurar guarecerse tras la isla Gorriti la Agamemnon encalló, sufrió averías y debió ser abandonada, siendo la tripulación auxiliada por la Mistletoe.
En mayo de 1810 fue enviada a Buenos Aires mientras que el bergantín HMS Nancy, al mando del capitán Francis J.Kilwich, se dirigía a Montevideo. Llevaban noticias originadas en Cádiz y fechadas el 4 de febrero de que los franceses ocupaban ya Andalucía y se había disuelto la Junta de Sevilla, el cuerpo de gobierno que había nombrado al virrey y último bastión de la resistencia española contra Francia. 

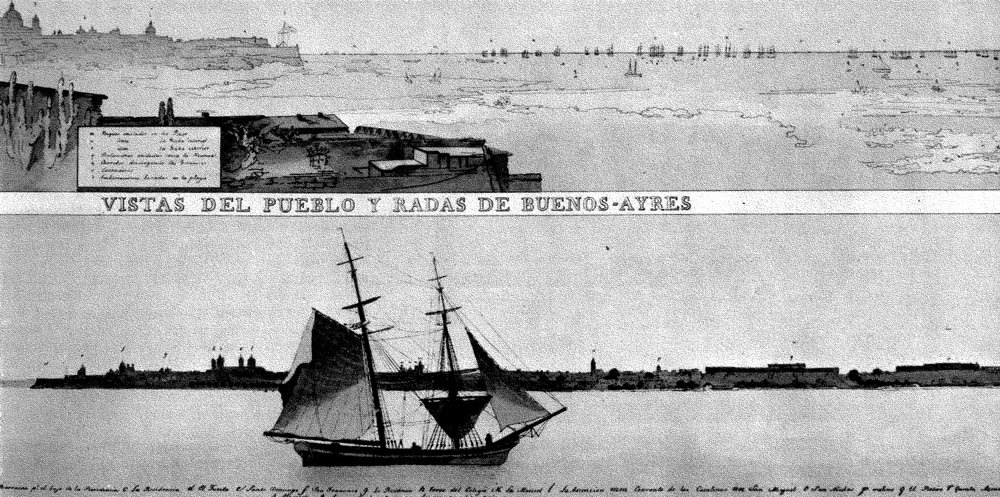
Vistas del pueblo y radas de Buenos Aires en 1813.

El lunes 14 de mayo de 1810 la Mistletoe arribó a Buenos Aires. El Virrey Baltasar Hidalgo de Cisneros intentó inútilmente demorar la difusión de las novedades, las que al conocerse aceleraron el movimiento revolucionario. 

El 18 de mayo Cisneros informó a los comerciantes ingleses que debían abandonar la ciudad antes del día 26. El Mistletoe y el Nancy, reforzados con la corbeta Mutine, al mando del capitán Charles M.Fabian, y el Pitt, al mando del teniente Thomas P. Perkins, permanecieron expectantes frente al puerto de Buenos Aires. El 25 de mayo, conocida la noticia de la conformación de la Primera Junta saludaron los acontecimientos con salvas de homenaje. El 28 el Pitt zarpó a Río con las noticias de la insurrección y el 3 de junio la Mutine puso rumbo a Gran Bretaña con igual objeto. Ramsay, favorable al movimiento revolucionario, quedó entonces a cargo de la estación del Plata por su mayor antigüedad hasta que el 13 de junio arribó al puerto la fragata HMS Porcupine al mando del comodoro Robert Elliot.
El 13 de agosto de 1810 se rompieron las relaciones entre la Junta y el gobierno realista de Montevideo y el 3 de septiembre se inició el bloqueo de Buenos Aires. En septiembre la Mistletoe partió a Río de Janeiro, transportando representantes de la comunidad británica.
La Mistletoe regresó el 10 de octubre con pliegos para el capitán Elliot emanados del vicealmirante Miguel de Courcy, jefe de la estación naval del Brasil y los mares de sur, en los cuales desaprobaba su reconocimiento del bloqueo y le ordenaba dirigirse a Maldonado, de manera que a partir del 15 de octubre el comandante de la Mistletoe quedó nuevamente al mando de la flotilla en el Plata hasta tanto llegara el mismo de Courcy. 

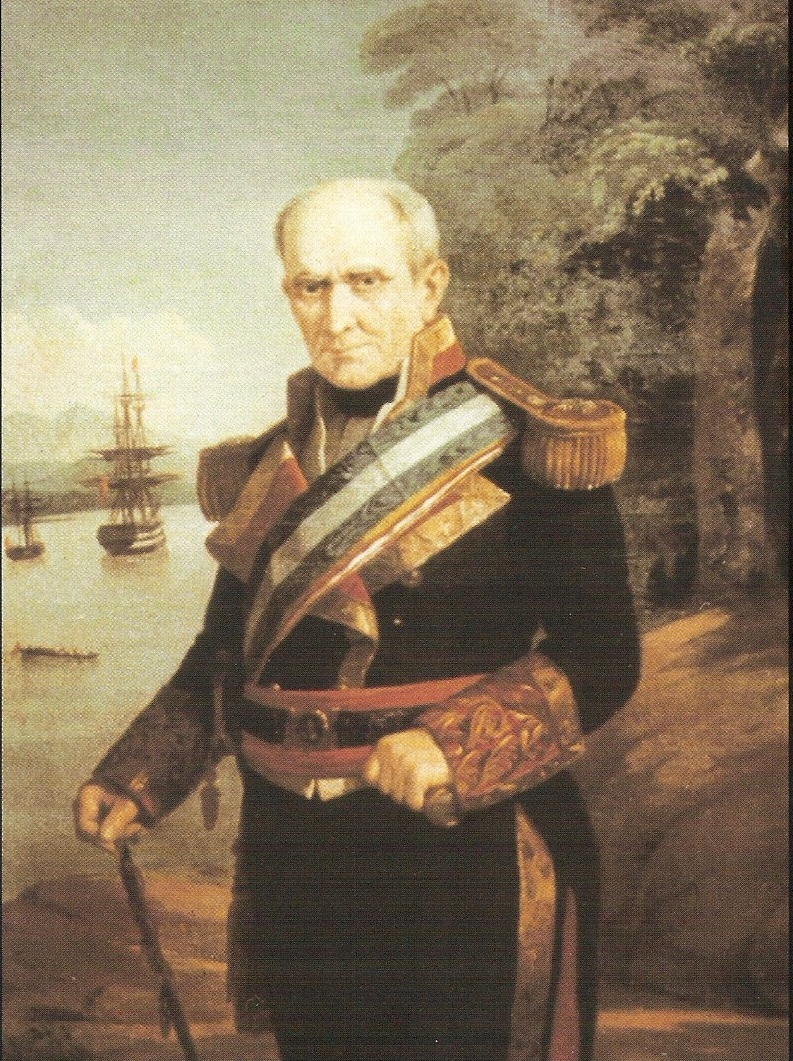
José Primo de Rivera.

Al día siguiente, dos bergantines ingleses fueron detenido por la flota bloqueadora realista al mando del capitán José Primo de Rivera y Ortiz de Pinedo. Ramsay marchó con la pequeña Mistletoe al encuentro de la nave capitana realista, la Fragata Mercurio, de 32 cañones. 
Ramsay fondeó al costado y a corta distancia de la fragata y envió a su primer oficial con un mensaje en el cual protestaba enérgicamente por el bloqueo, negaba al gobierno de Montevideo el derecho de cerrar el tráfico del Río de la Plata a los barcos de bandera británica y le daba el plazo de una hora para devolver los buques, cumplido el cual procedería a disparar sus cañones de borda contra la Mercurio.
Primo de Rivera rio ante la amenaza y respondió que con solo uno de sus cañones le bastaba para hacer volar al capitán y al pequeño buque inglés. Ramsay respondió a su vez que era muy consciente de eso pero que no cambiaría su orden, que en una hora la Mistletoe sería ciertamente hundida pero el Mercurio sería atacado.
El capitán español temiendo las consecuencias de hundir un navío de Gran Bretaña, optó entonces por liberar los buques y Ramsay regresó a Buenos Aires, donde se lo recibió como a un héroe.

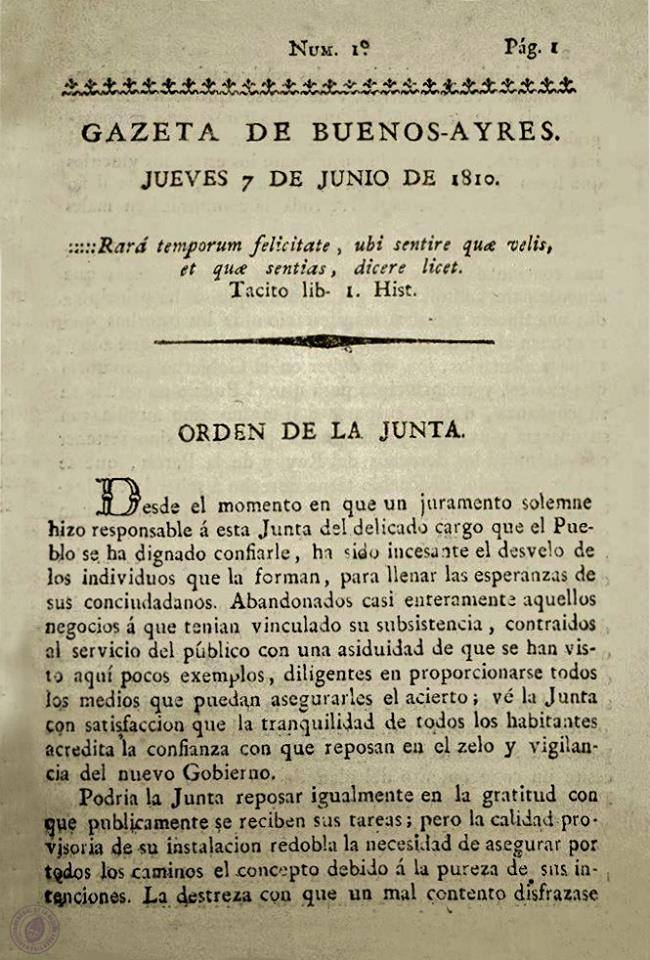
La Gazeta de Buenos Aires.

El Secretario de la Junta Mariano Moreno escribió el 13 de noviembre en la Gaceta de Buenos Ayres una nota alabando el valor del comandante de la Mistletoe: 

"La gratitud pública, da un lugar muy distinguido en estas
ocurrencias al capitán Ramsay de la goleta Mistletoe. Este bravo oficial ha sostenido el decoro de su pabellón con una energía que lo constituye digno modelo de todos los oficiales de honor para la defensa y conservación del decoro de sus respectivas naciones. Apenas llegó a este río de retorno del Brasil -cuando en virtud de haber tomado el mando de los buques ingleses por la ausencia del capitán Elliot, intimó al comandante del bloqueo su cesación; el almirante que venía a concluir este negocio, no podía tardar; pero el capitán Ramsay no podía sufrir dilaciones, ni tolerar un momento el desdoro que su pabellón había sufrido y la, gran escuadra bloqueadora cedió a la heroica intimación del capitán de un buque que necesita anteojo para ser descubierto entre las aguas. Nada se presenta más respetable, en el mundo, que un oficial militar, que poseído de los verdaderos principios de su carrera, considera en su brillo y condecoraciones, otros tantos estímulos para empeñarse en el servicio y honor de su país; que no considera en la espada que carga, sino una arma, para defender la fortuna y la vida de sus conciudadanos, y que respeta a éstos como individuos de la sociedad que lo mantiene y decora."
Carranza, obra citada, página 38

La mención a "un buque que necesita anteojo para ser descubierto entre las aguas" que no solo era exacta sino que pretendía resaltar el valor de la acción, ofendió sin embargo a Ramsay: el teniente que era de muy pequeña estatura lo tomó como un insulto y pese a la cálida recepción y a la amistad que mantuvo incluso con Moreno nunca les perdonó lo que consideró una forma despectiva de hablar de un buque de guerra británico.
A principios de noviembre arribó a Montevideo el vicealmirante Miguel de Courcy a bordo del HMS Foudroyant, de 80 cañones y la Mistletoe condujo a bordo del mismo una embajada de la Junta.

### Regreso a Gran Bretaña
Al finalizar el año Ramsay recibió órdenes de regresar a Gran Bretaña. Próximo a partir ofreció transportar a Río de Janeiro a Mariano Moreno, que había sido designado por el nuevo gobierno para una misión diplomática en Río de Janeiro y posteriormente en Londres. Dado que este ya había organizado su viaje con Vicente de la Lastra, consignatario de la fragata mercante inglesa Fama, al mando del capitán George Thomas Heverson, solo aceptó ser trasladado donde se encontraba fondeada aquella. 
El 14 de enero la Mistletoe zarpó de Buenos Aires rumbo a la Ensenada de Barragán, donde el 15 transbordó a Mariano Moreno al mercante Fama, que había sido designado por el nuevo gobierno para una misión diplomática en Río de Janeiro y posteriormente en Londres. El 17 partió de ese puerto escoltando al Fama y a otras tres fragatas unos quinientos kilómetros, desde donde siguió a toda vela hacia Río.
La Mistletoe arribó a Inglaterra el 24 de marzo de 1811. 
Con base en Portsmouth efectuó diversas misiones de convoy entre ese puerto y Guernsey, Portugal y España. En septiembre de 1812 fue detenido y llevado a Burdeos, pero liberado al poco tiempo de su arribo.
Las relaciones de Gran Bretaña y Estados Unidos se habían deteriorado nuevamente a raíz del bloqueo dispuesto por la primera a raíz de su guerra con Francia, y el 18 de junio estalló finalmente la guerra. El 4 de diciembre de 1812 Ramsay dejó el mando de la Mistletoe para hacerse cargo del navío de transporte de tropas Regulus.
Desde esa fecha la Mistletoe continuó efectuando tareas de protección de convoyes y esporádicos cruceros de corto alcance. El último registro encontrado de su servicio en la Royal Navy apunta su regreso de un crucero a Portsmouth el 25 de agosto de 1816. Ese año fue vendido y salió del servicio en 1826.